# Promessas (álbum)
Promessas é uma coletânea de vários artistas de música gospel, lançado pela Som Livre e que alcançou o número um no Top 20 Semanal da ABPD.

## Faixas
1. Faz um Milagre em Mim - Regis Danese
2. Cada Promessa – Soraya Moraes
3. Recomeçar – Aline Barros
4. Vai Dar Tudo Certo - Waldecir Aguiar
5. Aliança com Deus – Robinson Monteiro
6. Pela Fé – André Valadão
7. Tantas Razões - Elaine Martins
8. Vitória da Cruz – Ana Paula Valadão
9. Livre Sou – André Valadão
10. Eu Sou de Jesus - Lázaro
11. Compromisso - Regis Danese
12. Descansarei (Still) – Ronaldo Medeiros
13. Eu Te Amo Tanto - Lázaro
14. Sobre as Águas – Trazendo a Arca